# Korallblekning
Korallblekning är en process där koraller blir vita, när de förlorar sina symbiotiska alger och fotosyntetiska pigment.
Koraller kan bara överleva inom ett smalt temperaturspann. När temperaturen stiger, tvingas de mikroskopiska alger, zooxantheller, som lever i symbios med koralldjuren att lämna korallerna. Som resultat förlorar korallerna både sin färg och den näring de får från algerna. Utan algerna blir korallen genomskinlig och kalkskelettet syns. De flesta blekta koraller ser ljust vita ut, men vissa är blå, gula eller rosa på grund av pigmentproteiner i korallen.
Huvudorsaken till korallblekning är stigande havstemperaturer på grund av den globala uppvärmningen. En höjning av temperaturen med bara 1 °C kan utlösa korallblekning.  
Bleka koraller fortsätter leva men är mer sårbara för sjukdomar och svält, eftersom algerna ger upp till 90 procent av deras energi. Om förhållandena förbättras kan vissa koraller återhämta sig, men många svälter. Symbiosen mellan korall och alger är avgörande för korallens och revets hälsa, och dessa rev ger skydd åt cirka 25 procent av allt marint liv.

## Historia
Korallblekning upptäcktes i början av 1980-talet i Karibiska havet. 1987 fanns det även i Indiska oceanen. 
Mellan 2014 och 2016 inträffade de längsta globala blekningshändelserna som registrerats, vilket dödade en stor del av korallerna på Stora barriärrevet.
Sedan år 2000 har massblekningshändelser vid Stora barriärrevet i Australien inträffat 2002, 2016, 2017, 2020, 2022 och 2024. I Florida upplevde reven den värsta blekningen någonsin under sommaren 2023.
Sedan 1998 har 4 globala massblekningar skett. Under den första globala massblekningen år 1998 drabbades 21 % av världens rev, vilket ökade till 37 % under den andra händelsen år 2010 och 68 % under den tredje händelsen 2014–2017. Vid den globala massblekningen 2023–2025 drabbades 83,7 % av världens rev.